# Lijst van GP2-coureurs
De volgende coureurs hebben ten minste één start in de GP2 gemaakt tussen 2005 en 2016. Alle coureurs die Formule 1-races hebben gereden, staan cursief afgedrukt.

## A
- Daniel Abt
- Filipe Albuquerque
- Michail Aljosjin
- Juan Cruz Álvarez
- Zoël Amberg
- Jérôme d'Ambrosio
- Michael Ammermüller
- Vladimir Arabadzhiev
- Philo Paz Patric Armand
- Can Artam
- Marko Asmer

## B
- Christian Bakkerud
- Emil Bernstorff
- Nathanaël Berthon
- Jules Bianchi
- René Binder
- Sam Bird
- Gianmaria Bruni
- Sébastien Buemi
- Meindert van Buuren
- Yelmer Buurman

## C
- James Calado
- Sergio Campana
- Sergio Canamasas
- Adam Carroll
- Kevin Ceccon
- Johnny Cecotto jr.
- Karun Chandhok
- Jan Charouz
- Max Chilton
- Dani Clos
- Stefano Coletti
- Mike Conway
- Fabrizio Crestani

## D
- Conor Daly
- Louis Delétraz
- Tom Dillmann

## E
- Marcus Ericsson
- Jimmy Eriksson
- Tio Ellinas
- Mitch Evans

## F
- Mohamed Fairuz Fauzy
- António Félix da Costa
- Luca Filippi
- Robin Frijns

## G
- Borja García
- Giedo van der Garde
- Pierre Gasly - Kampioen 2016
- Sean Gelael
- Luca Ghiotto
- Vittorio Ghirelli
- Kevin Giovesi
- Antonio Giovinazzi
- Timo Glock - Kampioen 2007
- Tristan Gommendy
- Rodolfo González
- Lucas di Grassi
- Romain Grosjean - Kampioen 2011
- Víctor Guerin
- Esteban Gutiérrez

## H
- Lewis Hamilton - Kampioen 2006
- Ben Hanley
- Brendon Hartley
- Rio Haryanto
- Michael Herck
- Sergio Hernández
- Kohei Hirate
- Nico Hülkenberg - Kampioen 2009

## I
- Carlos Iaconelli
- Takuya Izawa

## J
- James Jakes
- Neel Jani
- Axcil Jefferies
- Nabil Jeffri
- Sérgio Jimenez
- Daniël de Jong

## K
- Henri Karjalainen
- Jordan King
- Marvin Kirchhöfer
- Kamui Kobayashi
- Heikki Kovalainen
- Josef Král

## L
- Jon Lancaster
- Nicolas Lapierre
- Nicholas Latifi
- Mathias Lauda
- Julian Leal
- Fabio Leimer - Kampioen 2013
- Federico Leo
- José María López
- Alex Lynn

## M
- Ma Qing Hua
- Pastor Maldonado - Kampioen 2010
- Gustav Malja
- Raffaele Marciello
- Jann Mardenborough
- Mihai Marinescu
- Artjom Markelov
- Nicolas Marroc
- Marcos Martínez
- Nobuharu Matsushita
- Nigel Melker
- Kevin Mirocha
- Giorgio Mondini
- Ferdinando Monfardini
- Edoardo Mortara

## N
- Kazuki Nakajima
- Felipe Nasr
- Norman Nato
- Alexandre Sarnes Negrão
- André Negrão
- Patric Niederhauser
- Markus Niemelä
- Paolo Maria Nocera
- Diego Nunes

## O
- Fabio Onidi

## P
- Jolyon Palmer - Kampioen 2014
- Giorgio Pantano - Kampioen 2008
- Nelson Panciatici
- Álvaro Parente
- Miloš Pavlović
- Franck Perera
- Sergio Pérez
- Vitali Petrov
- Arthur Pic
- Charles Pic
- Clivio Piccione
- Nelson Piquet jr.
- Edoardo Piscopo
- Antonio Pizzonia
- Olivier Pla
- Félix Porteiro
- Alexandre Prémat
- Marcello Puglisi

## Q
- Adrian Quaife-Hobbs

## R
- Gianmarco Raimondo
- Luiz Razia
- Facu Regalia
- Giacomo Ricci
- Stéphane Richelmi
- Davide Rigon
- Ricardo Risatti
- Roldán Rodríguez
- Nico Rosberg - Kampioen 2005
- Jake Rosenzweig
- Alexander Rossi
- Oliver Rowland

## S
- Kimiya Sato
- Bruno Senna
- Giancarlo Serenelli
- Ryan Sharp
- Sergej Sirotkin
- Marco Sørensen
- Andy Soucek
- Scott Speed
- Richie Stanaway
- Marlon Stöckinger
- Dean Stoneman

## T
- Jason Tahincioglu
- Ricardo Teixeira
- Simon Trummer
- Ho-Pin Tung
- Oliver Turvey

## V
- Alberto Valerio
- Adrián Vallés
- Davide Valsecchi - Kampioen 2012
- Stoffel Vandoorne - Kampioen 2015
- Pål Varhaug
- Christian Vietoris
- Toni Vilander
- Javier Villa
- Ernesto Viso
- Robert Vișoiu

## Y
- Sakon Yamamoto
- Nick Yelloly
- Hiroki Yoshimoto

## Z
- Adrian Zaugg
- Andreas Zuber